# Железнодорожное машиностроение России
Железнодорожное машиностроение России — крупная отрасль транспортного машиностроения (железнодорожное машиностроение) России.
Основная номенклатура производства:
- подвижной состав железнодорожного и городского (общественного) рельсового транспорта (локомотивы, вагоны грузовые и пассажирские, электропоезда и дизель-поезда, вагоны метрополитена, трамвайные вагоны);
- комплектующие для подвижного состава (электрооборудование, колесные пары, крупное железнодорожное литье, дизели и так далее), компоненты верхнего строения пути;
- путевая техника, путевое оборудование и оборудование для управления движением;
- услуги по инженерии, техническому обслуживанию, ремонту и модернизации подвижного состава;

## Предприятия

### Производство подвижного состава
Предприятия, производящие подвижной состав железнодорожного и городского рельсового транспорта.
| Название                                      | Расположение    | Основание | Владелец               | Деятельность                                       | Мощность                                      | Закрыт (Остановлен) | Примечание            |
| --------------------------------------------- | --------------- | --------- | ---------------------- | -------------------------------------------------- | --------------------------------------------- | ------------------- | --------------------- |
| Людиновский ТВСЗ                              | Людиново        | 1745      | Синара                 | Тепловозы                                          |                                               | -                   | ТЭМ7 ТЭМ9 ТЭМ14       |
| Усть-Катавский ВСЗ                            | Усть-Катав      | 1758      | ГКНПЦ                  | Трамваи                                            |                                               | -                   |                       |
| Камбарский МСЗ                                | Камбарка        | 1767      |                        | Узкоколейная техника                               | ?                                             | -                   |                       |
| Уралтрансмаш                                  | Екатеринбург    | 1817      | УВЗ                    | Трамваи                                            | ?                                             | -                   |                       |
| Октябрьский ЭВРЗ                              | Санкт-Петербург | 1826      | ТМХ                    | Метропоезда Трамваи                                |                                               | -                   |                       |
| Калининградский ВСЗ                           | Калининград     | 1830      | ?                      | Грузовые вагоны                                    |                                               | -                   |                       |
| Коломенский завод                             | Коломна         | 1863      | ТМХ                    | Тепловозы Электровозы                              | 19 ТЭП70 (2017) 29 ЭП2К (2018)                | -                   |                       |
| Рославльский ВРЗ                              | Рославль        | 1868      |                        | Грузовые вагоны                                    | 2644 (2014)                                   | -                   |                       |
| Брянский БМЗ                                  | Брянск          | 1873      | ТМХ                    | Тепловозы Грузовые вагоны                          | 211 ТЭМ18 (2019) 102 2ТЭ25К (2018)            | -                   |                       |
| Вагонмаш                                      | Санкт-Петербург | 1874      | -                      | Метровагоны                                        |                                               | 2013                | Ликвидирован          |
| Метровагонмаш                                 | Мытищи          | 1897      | ТМХ                    | Вагоны метро Дизельпоезда                          | 19 РА3 (2019) 634 метровагонов (2019)         | -                   |                       |
| Тверской ВСЗ                                  | Тверь           | 1898      | ТМХ                    | Электрички Метропоезда Пассажирские вагоны Трамваи | 31 электричка (2019) 106 Витязь-М (2019)      | -                   | «Иволга»              |
| Торжокский ВСЗ                                | Торжок          | 1916      | ТМХ                    |                                                    |                                               | Смена собственника  |                       |
| Новочеркасский ЭВСЗ                           | Новочеркасск    | 1932      | ТМХ                    | Электровозы                                        | ЭС5К 190 (2019) ЭП20 6 (2019)                 | -                   |                       |
| Демиховский МСЗ                               | Демихово        | 1935      | ТМХ                    | Электрички                                         | 30 ЭП2Д (2019) 21 ЭП3Д (2019)                 | -                   |                       |
| Канашский ВРЗ                                 | Канаш           | 1936      | КТЗ                    | Грузовые вагоны                                    | 835 (2017)                                    | -                   | «Промтрактор-вагон»   |
| Уралвагонзавод                                | Нижний Тагил    | 1936      | Ростех                 | Грузовые вагоны                                    | 28000 вагонов (2012)                          | -                   |                       |
| Алтайвагон                                    | Новоалтайск     | 1941      | СДС                    | Грузовые вагоны                                    | 9830 вагонов (2018)                           | -                   |                       |
| Уралкриомаш                                   | Нижний Тагил    | 1954      | УВЗ                    | Цистерны                                           |                                               | -                   |                       |
| Рузхиммаш                                     | Рузаевка        | 1961      | Русские машины         | Грузовые вагоны                                    | 3519 (2014)                                   | -                   |                       |
| Кемеровохиммаш                                | Кемерово        | 1968      | Алтайвагон             | Грузовые вагоны                                    |                                               | -                   |                       |
| ЗМК                                           | Энгельс         | 1971      |                        | Грузовые вагоны                                    | 2535 (2014)                                   | -                   |                       |
| Абаканвагонмаш                                | Абакан          | 1976      | Русские машины         | Грузовые вагоны                                    |                                               | -                   |                       |
| Новокузнецкий ВСЗ                             | Новокузнецк     | 2008      |                        | Грузовые вагоны                                    | 3623 (2012)                                   | 2017                | Ликвидирован          |
| Уральские локомотивы                          | Верхняя Пышма   | 2010      | Синара Siemens         | Электровозы Электрички                             | >160 электровозов (2019) 35 электричек (2018) | -                   | 2ЭС6 2ЭС10 «Ласточка» |
| Тихвинский ВСЗ                                | Тихвин          | 2012      | ОВК                    | Грузовые вагоны                                    | 17000 вагонов (2017)                          | -                   |                       |
| Энгельсский ЛЗ                                | Энгельс         | 2015      |                        | Электровозы                                        |                                               | -                   | 2ЭВ120                |
| АО "ПО «Бежицкая сталь» (Брянский стальзавод) | Брянск          | 1935      | ТМХ                    | Ж/д литьё                                          |                                               |                     |                       |
| АО «192 ЦЗЖТ»                                 | Брянск          | 2009      | Минобороны России      | Ж/д техника                                        |                                               |                     |                       |
| АО «Новозыбковский машиностроительный завод»  | Новозыбков      | 1993      |                        | Грузовые вагоны                                    |                                               |                     |                       |
| ОАО «КВЗ»                                     | Калининград     | 1998      |                        | Вагоны-самосвалы                                   |                                               |                     |                       |
| ЗАО «АВЗ»                                     | Алексеевка      | 2008      | АО «Алексеевка Химмаш» | Грузовые вагоны                                    |                                               |                     |                       |

### Производство путевых машин и инструмента
Предприятия, производящие спецтехнику, автомотрисы, оборудование для обслуживания путей.
| Название           | Расположение    | Основание | Владелец    | Деятельность                            | Закрыт (Остановлен) | Примечание |
| ------------------ | --------------- | --------- | ----------- | --------------------------------------- | ------------------- | ---------- |
| Истьинский МСЗ     | Истье           | 1713      | ?           | Путевые машины                          | -                   |            |
| Тулажелдормаш      | Тула            | 1869      | ?           | Путевые машины                          | -                   |            |
| Калужский МСЗ      | Калуга          | 1874      | ?           | Путевые машины                          | -                   |            |
| Калугатрансмаш     | Калуга          | 1896      | ?           | Путевой инструмент                      | (2021)              |            |
| Кировский машзавод | Киров           | 1899      | ?           | Краны                                   | -                   |            |
| Тихорецкий МСЗ     | Тихорецк        | 1899      | ?           | Путевые машины                          | -                   |            |
| Муромтепловоз      | Муром           | 1916      | ?           | Путевые машины                          | -                   | ТГМ23      |
| Кубаньжелдормаш    | Армавир         | 1933      | ?           | Путевой инструмент                      | -                   |            |
| Ремпутьмаш         | Калуга          | 1944      | Синара      | Путевые машины                          | -                   |            |
| КБСМ               | Санкт-Петербург | 1945      | Алмаз-Антей | Краны                                   | -                   |            |
| АО «192 ЦЗЖТ»      | Брянск          | 1919      | Ростех      | Спецпродукция для железнодорожных войск |                     |            |

## История

### Железнодорожное машиностроение Российской империи
Выпуск первых вагонов в России (вагонеток) относится к середине XVIII века. Естественно, тогда вагонетки использовались не на железных дорогах, а на рудничных и внутризаводских рельсовых дорогах.
Производство первых отечественных вагонов для железной дороги между Москвой и Санкт-Петербургом было налажено на Александровском заводе в Санкт-Петербурге в 1846 году. Для этих вагонов из-за границы были получены вагонные оси и рессорная сталь, так как промышленность России тогда не производила сталь нужного качества. С 1846 по 1848 год Александровский завод изготовил 1991 крытый вагон и 580 платформ.

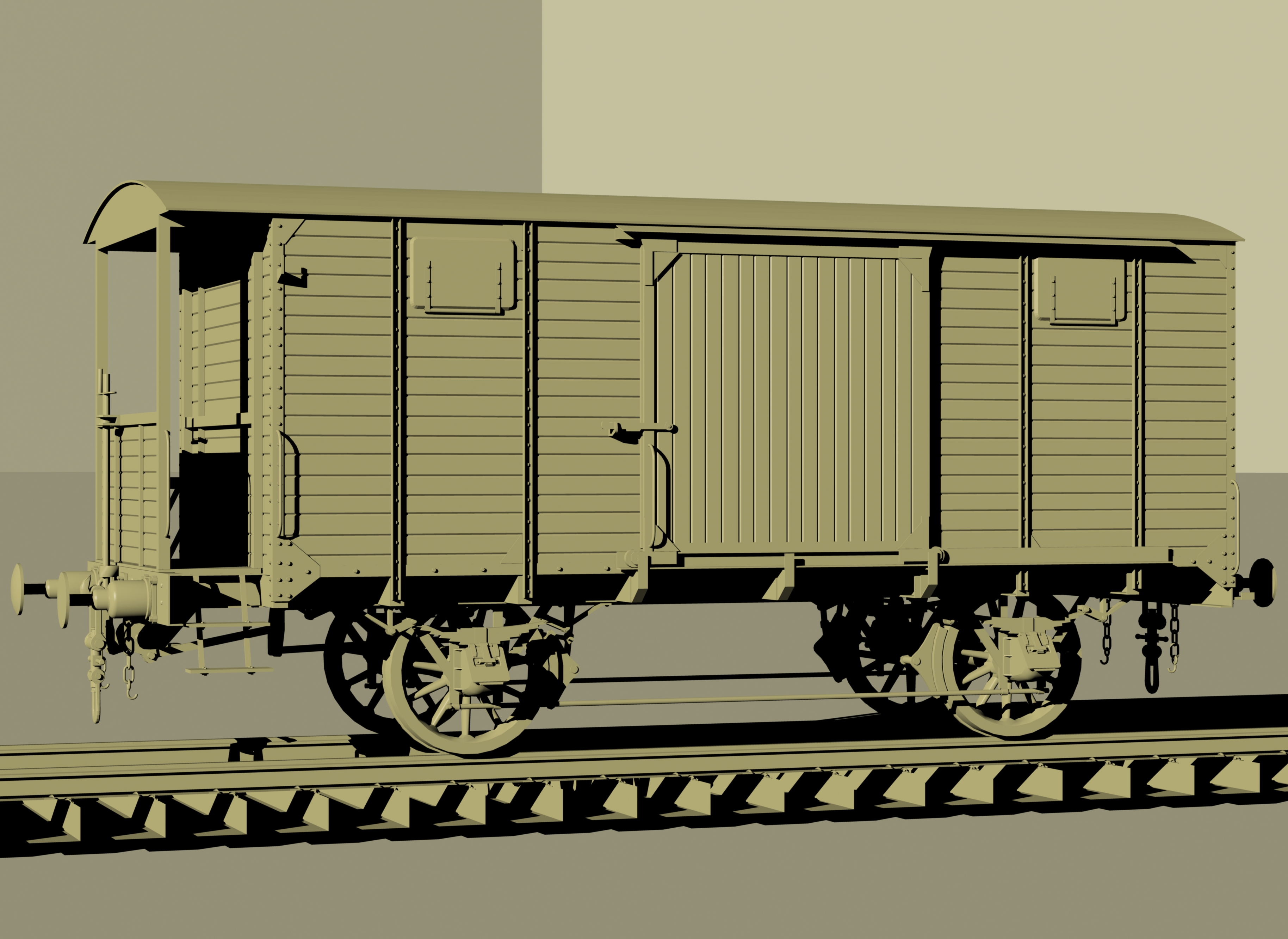
Нормальный товарный вагон

Для Московско-Курской железной дороги, которая начала строиться в 1865 году, были заказаны вагоны на трёх отечественных заводах. Это был машиностроительный завод Вилиамса и Бухтеева в Москве (завод принял заказ на 1900 вагонов), завод Бремме и Левестама в Москве (заказ на 1400 вагонов), завод братьев Струве в Коломне (будущий Коломенский завод, тогда принял заказ на 80 крытых вагонов). Эти три завода получали из-за границы бандажи, рессорную сталь, оси, колёса.
С конца 1860-х годов вагоны начинают строить мастерские многих железных дорог Российской империи, имевшие свободные мощности (Петербургско-Варшавской, Юго-Западной, Московско-Нижегородской), подключались к выпуску вагонов и заводы: Путиловский (в 1874 году началось изготовление товарных вагонов, в 1888 году пассажирских), Сормовский, Русско-Балтийский (с 1869 года), Радицкий и Брянский (оба с 1879 года).
Несмотря на строительство вагонов в России, частные железные дороги заказывали вагоны и из-за рубежа. Вагоны для России строили предприятия Германии, Франции, Великобритании, Австрии по собственным чертежам. В 1870 году Министерством путей сообщения Российской империи было предложено всем заводам, строившим вагоны, прекратить ввоз комплектующих вагонов из-за рубежа. Это привело к тому, что через несколько лет после бурного начала российского вагоностроения ряд заводов свернули производство вагонов и число вагоностроительных предприятий сократилось до восьми. К 1875 году на железных дорогах Российской империи насчитывалось около 52 тысяч товарных вагонов и платформ, причём около половины из них было заграничного происхождения. К 1885 году ввоз товарных вагонов из-за границы был прекращён, так как заводы, работавшие в России, обеспечивали все потребности. Заводы в России за 1875—1880 гг построили свыше 36 тысяч товарных вагонов.
В 1868—1878 гг. из-за проблем в формировании колёсных пар, появились деревянные колёсные пары с центрами системы Манзеля и стальными бандажами. При условии добросовестного изготовления из качественного твёрдого дерева (дуб, тик) и после проварки в масле колёсные пары с центрами системы Манзеля служили долго, имели мягкий бесшумный ход, меньший износ бандажей. В этот период все вагоностроительные заводы в Москве выпускали товарные вагоны с колёсами системы Манзеля, также часть пассажирских вагонов имели такие колёсные пары. Впоследствии эти колёса были переформированы и получили железные и чугунные центра.
На базе прототипа Ковровских мастерских Московско-Нижегородской железной дороги был в 1875 году создан «товарный вагон нормального типа», имевший грузоподъёмность 12,5 тонн. Затем последовало увеличение грузоподъёмности вагонов до 15 тонн, в 1911 году до 16,5 тонн. Нормальный товарный вагон оставался основным типом грузовых вагонов вплоть до создания в конце 1920-х и 1930-х годах в СССР новых типов вагонов.
В 1889 году на железных дорогах России было введено в законодательном порядке «Общее соглашение о взаимном пользовании товарными вагонами», таким образом были созданы все предпосылки для прямого бесперегрузочного сообщения товарных вагонов.
В конце XIX века бурное расширение сети и рост перевозок привел к открытию новых заводов: завод в Петербурге (в 1895), Мытищинский в 1896 году, завод «Двигатель» в Ревеле, приспособлен для вагоностроения завод «Феникс» в Риге. Производство товарных вагонов (крытые, платформы, цистерны) было развёрнуто на судостроительном заводе в городе Николаев. Киевский машиностроительный завод в 1898 году строил крытые вагоны, платформы и цистерны. В 1899 году в Твери начал работу Верхневолжский завод (ныне Тверской вагоностроительный), первоначально он выпускал только товарные вагоны, затем занялся и пассажирскими. В 1900 году начинает работу Усть-Катавский вагоностроительный завод. В 1903 году организовано производство крытых вагонов и платформ на Торецком заводе у станции Дружковка. Производство товарных вагонов было организовано на Харьковском паровозостроительном заводе, Нижнеднепровском металлургическом и на небольшом заводе Артура Коппеля (Петербург). К 1910 году вагоны в России строили 19 заводов.
В 1913 году в Российской империи было выпущено 12 тысяч грузовых вагонов и 1507 пассажирских В годы Первой мировой войны выпуск вагонов увеличился, так в 1915 году выпуск товарных вагонов составил 36525 ед. Цена паровозов типа 0—5—0 была 73216 руб за единицу, цена восьмиколесных тендеров 13533 руб, пассажирских вагонов IV класса без служебного отделения — 13350 руб, со служебным отделением — 13628 руб, вагонов III класса 25800 руб.

### Железнодорожное машиностроение СССР
В годы второй пятилетки (1933—1937) начал выпускать продукцию Уралвагонзавод, свой первый вагон он выпустил 11 октября 1936 года. Начался выпуск цельнометаллических вагонов. За счёт широкого внедрения сварки конструкция вагонов была облегчена.
В 1940 году было выпущено 30880 грузовых вагонов и 1051 пассажирский.
В первые годы после Великой Отечественной войны в короткие сроки были восстановлены ряд вагоностроительных заводов: Калининский, Крюковский, Днепродзержинский, Ленинградский им. Егорова, Бежицкий. Были построены на основе эвакуированных или перепрофилированных предприятий Алтайский, Рижский, Демиховский, Калининградский, Лианозовский.
Максимум производства грузовых вагонов в СССР был достигнут в 1974 году, 72,4 тыс. единиц. На территории РСФСР рекорд был установлен в 1977 году, 33,3 тыс. единиц.

## Железнодорожное машиностроение Российской Федерации

### Государственная политика
В России действует ряд государственных программ по развитию транспортной системы страны. Для обеспечения этих программ подвижным составом и его сервисом в 2017 году утверждена «Стратегия развития транспортного машиностроения Российской Федерации на период до 2030 года».
В 2008—2010 годах перед отраслью транспортного машиностроения в связи с дефицитом грузового подвижного состава стояла задача по увеличению мощностей по производству вагонов в Российской Федерации. В результате применения мер государственной поддержки были созданы дополнительные производства (Объединённая вагонная компания), а также проведена модернизация действующих производств (Уралвагонзавод). Производственные мощности по производству грузового подвижного состава увеличились с 23 тыс. единиц в 2009 году до 75 тыс. единиц в 2017 году.
Стратегия допускает государственную поддержку компаний обладающих правами на конструкторскую документацию с уровнем локализации производства не ниже 80 процентов с выполнением всех основных операций от крупного литья и сборки тележек до сварки и окраски.

### Статистика
На 2017 год в отрасли работает 201,6 тыс. человек в 500 организациях, в том числе в производстве:
- локомотивов 12,05 тыс. человек;
- грузовых вагонов 31,08 тыс. человек;
- мотор-вагонного подвижного состава 10,9 тыс. человек;
- магистральных пассажирских вагонов 3,8 тыс. человек;
- путевой техники 6,18 тыс. человек;

Крупнейшие компании имеют замкнутый производственный цикл (от разработка технической документации и регистрации прав на конструкторскую и техническую документацию до производства комплектующих и сборки конечной продукции): Трансмашхолдинг, Группа Синара, Уралвагонзавод, Объединенная вагонная компания.
Структура продаж железнодорожной техники в 2016 году в стоимостном выражении:
- локомотивы 34,1 %
- запчасти 19,1 %
- грузовые вагоны 17,9 %
- пассажирские вагоны 7,5 %
- транспортные средства для ремонта 5,2 %

#### Железнодорожная техника
Производство локомотивов:
- в 2007 году 545 локомотивов[1]
- в 2013 году 811 локомотивов
- в 2016 году 651 локомотив
- в 2019 году 680 магистральных локомотивов (397 электровозов и 283 секции тепловозов) и 315 маневровых локомотивов[21][22].

Производство грузовых вагонов:
- в 2007 году 38,6 тыс. единиц (экспорт 349 вагонов)[1]
- в 2012 году 71,7 тыс. единиц
- в 2015 году 29 тыс. единиц (экспорт 6108 вагонов)
- в 2016 году 36,6 тыс. единиц
- в 2018 году 68,9 тыс. единиц[23] Из них 62 % полувагоны, 19 % платформы, 9 % хопперы, 4 % цистерны. Экспорт грузовых вагонов 326 млн долларов, основные покупатели Казахстан (61 %), Украина (12 %), Эстония (8 %), Иран (6 %).
- в 2019 году 79,6 тыс. единиц[19].
- в 2020 году 56,2 тыс. единиц[24]. Из них 21,8 тыс. полувагоны, 11,9 тыс. платформ, 7 тыс. зерновозов, 6,4 тыс. цистерны.

Производство пассажирских вагонов:
- в 2007 году 1060 вагонов[1]
- в 2016 году 258 вагонов
- в 2018 году 966 вагонов[23]

Производство вагонов электропоездов:
- в 2007 году 764 вагона[1]
- в 2016 году 392 вагона
- в 2018 году 555 вагонов[23].

#### Городской рельсовый транспорт
Рельсовый транспорт широко развит в городах в виде трамвая и метрополитена. На 2017 год трамвайные системы имеются в 60 городах Российской Федерации. Парк трамвайных вагонов в Российской Федерации:
- в 1990 году 15 тыс. единиц
- в 2000 году 12,2 тыс. единиц
- в 2010 году 10,19 тыс. единиц
- в 2014 году 8,69 тыс. единиц
- в 2017 году 8,22 тыс. единиц.

Производство трамвайных вагонов:
- в 2007 году 205 вагонов
- в 2016 году 110 вагонов
- в 2018 году 196 вагонов[23].

Производство вагонов метропоездов:
- в 2018 году 540 вагонов[23].

#### Экспорт
За период 2006—2016 годов объем экспорта на внешние рынки российской продукции железнодорожного машиностроения составил 9 млрд долларов США, в том числе:
- запасных частей 3,6 млрд долларов США
- грузовых вагонов 3,2 млрд долларов США
- мотор-вагонного подвижного состава 802 млн долларов США
- локомотивов 687 млн долларов США
- путевых машин 495 млн долларов США
- пассажирских вагонов 270 млн долларов США